# Calommata transvaalica
Calommata transvaalica es una especie de araña del género Calommata, familia Atypidae. Fue descrita científicamente por Hewitt en 1916.
Se distribuye por África. La especie mide aproximadamente 6,3 milímetros de longitud.